# Курбевуа
Курбевуа́ (фр. Courbevoie) — одна из 36 коммун департамента О-де-Сен во Франции, расположенная на северо-западе от Парижа на левом берегу Сены. Расстояние до центра Парижа составляет восемь километров. Коммуна состоит из двух кантонов — Северного Курбевуа и Южного Курбевуа — население которых составляет соответственно 28 351 и 41 343 человек. В 1975 году численность населения коммуны составляла 54 488 человек, с тех пор постоянно растёт.
В начале XX века, с развитием автомобильной промышленности, город называли «французским Детройтом», так как здесь располагались производства нескольких автомобильных компаний.

## История
Первоначально Курбевуа была небольшая деревня рыбаков и виноделов.
В VIII веке деревня зависела от аббатства Сен-Вандриль (в Приморской Сене, недалеко от Кодбека-ан-Ко); затем, в XII веке, перешла под власть аббата Сен-Дени.
В середине XII века жители Курбевуа смогли выкупить право на свободную продажу своей продукции без дополнительного налога. Однако деревня зависела от прихода Коломба до 1787 года.
В 1606 году, когда король Генрих IV и королева Мария Медичи возвращались из Сен-Жермен-ан-Ле, они использовали паром, чтобы пересечь Сену и вернуться в Париж. Королевская карета упала в воду, после этого Генрих IV поручил Сюлли построить мост на месте нынешнего моста Нейи. Мост первоначально был перестроен в камне в XVIII веке Жаном Родольфом Перроне, инженером короля. В 1938 году он был заменён металлическим мостом, завершённым в 1946 году.
До революции в Курбевуа существовал женский монастырь «Пенитентс», основанный в 1658 году Жаном-Батистом Форном.

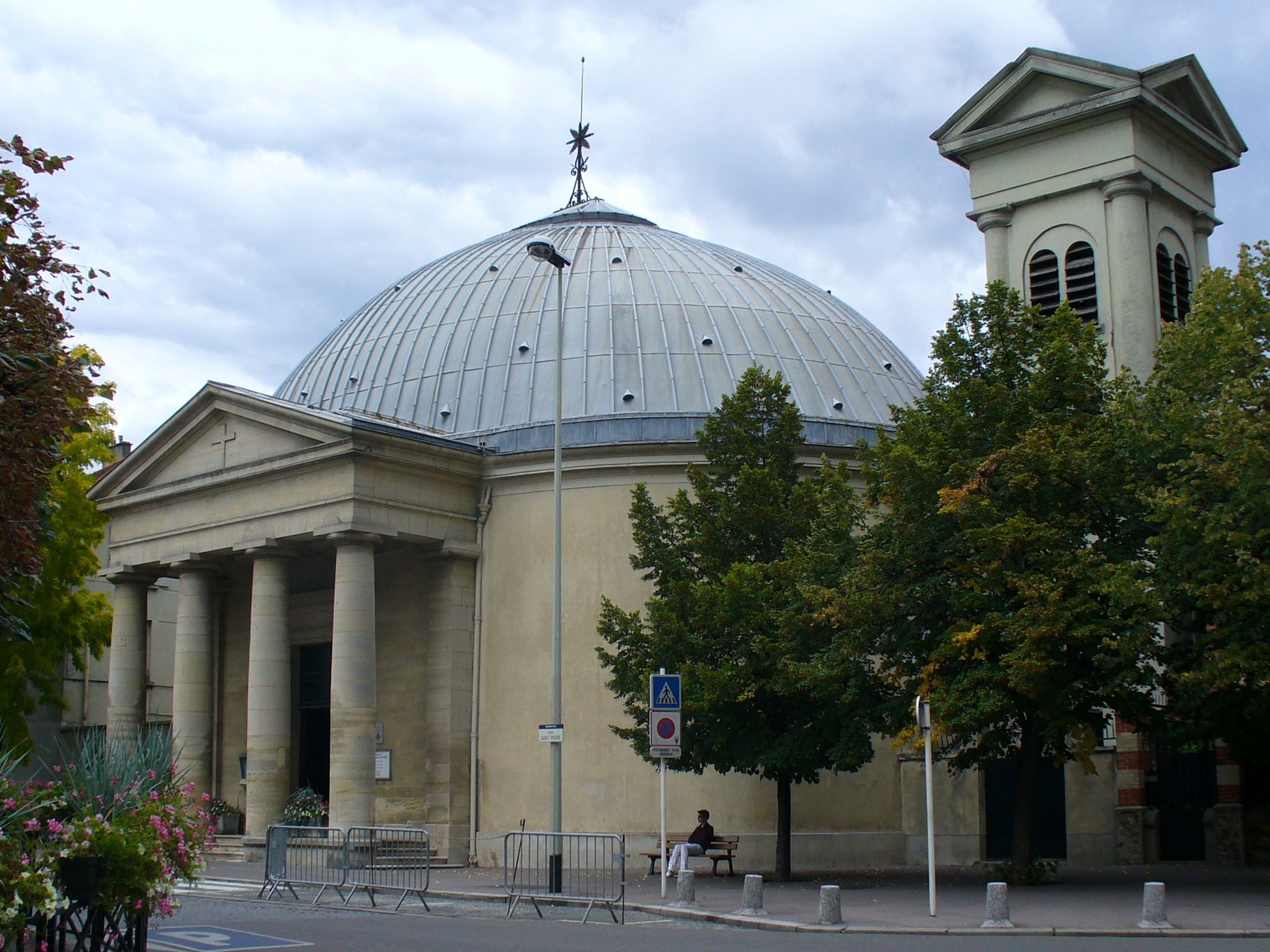
Церковь Святого Петра и Святого Павла, построенная в 1790 году, площадь Герольда

На территории города располагались замок и казармы (казармы Чаррас), построенные при Людовике XV для размещения швейцарской гвардии. В 1814 году Временное правительство создало военный госпиталь для раненых союзных держав в казармах Курбевуа.
Город получил свою автономию в 1790 году и стал главным городом в Кантоне в 1829 году. В то время (в конце XVIII века) город насчитывал менее 1500 жителей, население стало быстро расти в течение следующего столетия, достигнув 25 000 жителей в конце XIX века в связи с развитием ремёсел, промышленности и транспортных средств (включая железные дороги).
Первая и вторая мировая война нанесли значительный ущерб городу и привели к многочисленным жертвам из-за взрывов, в том числе бомбардировки США 31 декабря 1943 года. Были разрушены два завода (SKF-CAM и Hispano-Suiza), но площадь бомбардировок была значительна.
После войны, с развитием района обороны, экономическая активность Курбевуа заметно выросла. В то же время велась масштабная градостроительная программа по превращению города в современные районы с многочисленными жилыми пространствами, магазинами, общественными объектами, спортивной и культурной инфраструктурой.
Вскоре после своей индустриализации Курбевуа переходит в статус третичного города. В 1958 году была создана EPAD с целью развития предприятия La Défense. Предприятие объединилось с EPASA в 2010 году и стало первым европейским деловым районом EPADESA, опередив Лондон и Франкфурт-на-Майне. Эта стратегическая территория для национальной экономики расположена на территориях Курбевуа, Нантер и Пюто.

## Достопримечательности
Музей Лейб-гвардии Казачьего Его Величества полка, 12 bis rue Saint-Guillaume. Его полностью эвакуировали из Петрограда в 1917 году и с 1929 года он находится в городе. Директор музея — Александр Павлович Бобриков, получивший в 2008 году за эту деятельность государственную награду Российской Федерации — медаль Пушкина.
Небоскрёб Tour First — имея высоту 231 метр, занимает 26-ю строчку в списке самых высоких зданий Европы (включая Россию), 8-ю строчку в списке самых высоких зданий ЕС, и является самым высоким зданием (но не сооружением) Франции.

## Известные горожане и уроженцы
- Луи де Фюнес
- Эрик Ревель — французский журналист.
- Селин, Луи-Фердинанд